# Атіс Доку
Атіс Доку (латис. Doku Atis — псевдонім; справжні ім'я та прізвище — Атіс Докс; 16 січня 1861, село Муценієкі, Дзелзавська волость, Російська Імперія — 27 листопада 1903, там же) — латиський письменник, поет і драматург.

## Біографія
Закінчив Дзелзавську церковно-парафіяльну школу. Жив бідно, тож продовжити освіту не зміг. у 1878–1887 працював сільським учителем, а також підробляв переписувачем.
Літературну діяльність розпочав із розповідей про побут і життя латиських селян другої половини XIX століття.
Також був автором статей у різних латиських газетах.
1892–1893 викладав у школі в селі Ропажі.
У цей період Доку познайомився з Райнісом, тоді редактором газети «Dienas Lapa». Публікував свої розповіді та сатиричні вірші під псевдонімом Schwurkst у різних латиських періодичних виданнях.
З 1893 по 1903 підробляв бухгалтером та керуючим садиби в Інчукалнсі. Восени 1903 Доку повернувся до рідного села, де невдовзі помер від туберкульозу. Похований на місцевому цвинтарі.
На творчість Доку багато в чому вплинув роман класиків латиської літератури Рейніса і Матіса Каудзіте «Часи землемірів» (Mernieku laiki, 1879).

## Твори
- «Ziedoņa pušķīši» (1888)
- «Biedrības svētki» (1889)
- «Divas Jāņu dienas» (1890)
- «Par Adatu un Īlenu» (1891)
- «Vectēvs» (1891)
- «Паугурці» («Paugurieši», 1893)
- П'єса «Кріш Лакст» («Krišs Laksts», 1893)
- «На світанку мого життя» («Mans Dzīves Rīts», 1894)
- «Sirdsapziņa» (1901)
- «Makslinieks» (1902)

## Пам'ять
- 1922 на Біксенському цвинтарі, де похований письменник, було відкрито пам'ятник Атісу Доку.
- 1970 в будинку письменника в селі Муценієкі було відкрито меморіальний музей.
- На приміщенні школи в селі Ропажі було відкрито меморіальну дошку.